# Noailles, Corrèze
Noailles är en kommun i departementet Corrèze i regionen Nouvelle-Aquitaine i de centrala delarna av Frankrike. Kommunen ligger  i kantonen Brive-la-Gaillarde-Sud-Ouest som tillhör arrondissementet Brive-la-Gaillarde. År 2022 hade Noailles 945 invånare.

## Befolkningsutveckling
Antalet invånare i kommunen Noailles
Referens:INSEE